# Janete Vollu
Janete Vollu (Niterói, ?) foi uma corista e atriz brasileira. Em 1961, interpretou o papel de protagonista da primeira adaptação do romance Gabriela, cravo e canela, de Jorge Amado, feito pela TV Tupi.

## Biografia
Janete Vollu nasceu em Niterói, então capital do Rio de Janeiro, Janete tinha aproximadamente 21 anos à época de seu papel televisivo como Gabriela. 
Paralelamente, Janette fazia curso de normalista, é já tinha sido vedete dos shows de Carlos Machado. Estava animada com a carreira e adotou o nome artístico de Gabriela Vollu.

## Vida pessoal
Janete Vollu se casou pouco tempo depois de interpretar o papel de Gabriela. Como o marido não aprovava a profissão, teve que abandonar a carreira. Morreu muito jovem, aos 34 anos.